# Járkov (Shirak)
Járkov es una localidad del raión de Ani, en la provincia de Shirak, Armenia, con una población censada en octubre de 2011 de 4 habitantes. 
Se encuentra ubicada al suroeste de la provincia, a poca distancia del río Ajurián —afluente del río Aras— y de la frontera con Turquía y la provincia de Aragatsotn.